# Leontia Porphyrogenita
Leontia Porphyrogenita, död efter 479, var en bysantinsk prinsessa. 
Hon var den andra av två barn till kejsar Leo I och Verina, hennes storasyster var Aelia Ariadne. Hennes far valdes till kejsare år 457. Hon föddes efter sin fars tronbestigning och räknades därför som "purpurfödd", det vill säga född kunglig. 
Hennes far var en militär som hade valts till monark och gifte därför in sina två döttrar i den östromerska aristokratin för att skapa kontakter. När Leontia nådde tretton års ålder 470 trolovades hon med Julius Patricius, son till den inflytelserika Aspar, som placerat hennes far på tronen. Trolovningen orsakade upplopp i Konstantinopel eftersom Julius var arian istället för ortodox. 471 blev Aspar och hans son Ardabur mördades av Leontias far. Julius nämns inte efter detta år. 
Leontia gifte sig 471 med Flavius Marcianus, son till den västromerska kejsaren Anthemius. 472 avled hennes svärfar Anthemius och ersattes av Olybrius, och 474 avled hennes far och efterträddes av hennes äldre systers make Zeno. 479 gjorde hon och hennes make anspråk på den östromerska tronen med argumentet att Leontia var mer kunglig än sin äldre syster, eftersom hon hade blivit född efter att fadern blivit kejsare och alltså var född kunglig till skillnad från sin syster, och paret gjorde uppror i ett försök att avsätta hennes svåger kejsar Zeno. Upproret misslyckades och Marcianus fängslades. Det är okänt vad som hände med Leontia. 